# Вулиця Водогінна (Львів)
Вулиця Водогі́нна — вулиця у Личаківському районі міста Львова, у місцевості Снопків (частково). Сполучає вулиці Ольги Басараб та Зелену. 
Вулиця виникла наприкінці 1920-х — на початку 1930-х років (позначається вже на плані 1931 року), назву отримала у 1933 році. Сучасний варіант назви уточнений у 1946 році, до того вулиця мала назву Водоцьонґова (за Польської республіки), Вассерверкґассе (за німецької окупації), Водотягова (з грудня 1944 року по 1946 рік). 
З парного боку вулиці під № 2 розташований один довгий шестиповерховий будинок, споруджений у 1960-х роках як гуртожиток для працівників підприємства «Промсантехмонтаж». 23 жовтня 2001 року ДП «Житлово-експлуатаційна контора ВАТ «Промсантехмонтаж» цегляний будинок-гуртожиток було передано ТОВ «Спектр Сервіс Центр» у власність. Тоді ж проведена реконструкція будинку під офісний центр. Також у парку, розташованому у вигині вулиці Зеленої, є два будинки, що приписані до вулиці Водогінної під № 15 та № 17. 